# جودي ماي
جودي ماي (بالإنجليزية: Jodhi May)‏؛ هي ممثلة بريطانية، ولدت في 8 مايو 1975 بلندن في المملكة المتحدة.

## أعمال

### أفلام
- (1992) آخر الموهيكان[7]
- (2008) المدافع[8]

## وصلات خارجية
- جودي ماي على موقع IMDb (الإنجليزية)
- جودي ماي على موقع روتن توميتوز (الإنجليزية)
- جودي ماي على موقع ألو سيني (الفرنسية)
- جودي ماي على موقع أول موفي (الإنجليزية)
- جودي ماي على موقع قاعدة بيانات الأفلام السويدية (السويدية)
- جودي ماي على موقع إن إن دي بي (الإنجليزية)
- جودي ماي على موقع قاعدة بيانات الفيلم (الإنجليزية)
- جودي ماي على موقع كينوبويسك (الروسية)